# Sideritis villosa
Sideritis villosa là một loài thực vật có hoa trong họ Hoa môi. Loài này được Coss. & Ball miêu tả khoa học đầu tiên năm 1873.